# Гунда (посёлок)
Гу́нда — посёлок в Еравнинском районе Бурятии. Административный центр сельского поселения «Гундинское».

## География
Расположен на юго-восточном берегу озера Гунда, в 36 км к северо-востоку от районного центра, села Сосново-Озёрское, в 5 км северо-западнее межрегиональной автодороги Р436 Улан-Удэ — Романовка — Чита. У юго-западной окраины посёлка лежит небольшое озеро Аршан.

## Население
| 2020 |
| ---- |
| 1040 |

## Инфраструктура
Средняя общеобразовательная школа, Дом культуры, библиотека, участковая больница, почтовое отделение, православная церковь.

## Экономика
СПК «Гундинский».

## Достопримечательности
Бюст ветерана Великой Отечественной войны Героя Социалистического Труда Цокто Номтоева

## Транспорт
Гунда доступна для автотранспорта.